# I-19 (tàu ngầm Nhật)
I-19 là một tàu ngầm tuần dương lớp Type-B (巡潜乙型潜水艦 Junsen Otsu-gata sensuikan) được Hải quân Đế quốc Nhật Bản chế tạo trong giai đoạn ngay trước Chiến tranh Thế giới thứ hai. Nhập biên chế năm 1941, nó đã tham gia cuộc tấn công Trân Châu Cảng, rồi tuần tra dọc bờ biển phía Tây Hoa Kỳ và hoạt động trong các quần đảo Aleut và Guadalcanal, với thành tích đã đánh chìm tàu sân bay USS Wasp và tàu khu trục USS O'Brien cũng như gây hư hại cho thiết giáp hạm USS North Carolina. I-19 bị tàu khu trục USS Radford thả mìn sâu đánh chìm gần đảo Makin vào ngày 25 tháng 11, 1943.

## Thiết kế và chế tạo

### Thiết kế
Tàu ngầm Type B được cải tiến từ phân lớp KD6 của lớp tàu ngầm Kaidai dẫn trước, và được trang bị một thủy phi cơ nhằm tăng cường khả năng trinh sát. Chúng có trọng lượng choán nước 2.631 tấn (2.589 tấn Anh) khi nổi và 3.713 tấn (3.654 tấn Anh) khi lặn, lườn tàu có chiều dài 108,7 m (356 ft 8 in), mạn tàu rộng 9,3 m (30 ft 6 in) và mớn nước sâu 5,1 m (16 ft 9 in). Con tàu có thể lặn sâu đến 100 m (328 ft), và có một thủy thủ đoàn đầy đủ bao gồm 94 sĩ quan và thủy thủ.
Type B1 trang bị hai động cơ diesel Kampon Mk.2 Model 10 công suất 6.200 mã lực phanh (4.623 kW), mỗi chiếc vận hành một trục chân vịt. Khi lặn, mỗi trục được vận hành bởi một động cơ điện công suất 1.000 mã lực (746 kW). Khi di chuyển trên mặt nước nó đạt tốc độ tối đa 23,6 hải lý trên giờ (43,7 km/h; 27,2 mph) và 8 hải lý trên giờ (15 km/h; 9,2 mph) khi lặn dưới nước, tầm xa hoạt động của Type B1 là 14.000 hải lý (26.000 km; 16.000 mi) ở tốc độ 16 hải lý trên giờ (30 km/h; 18 mph), và có thể lặn xa 96 nmi (178 km; 110 mi) ở tốc độ 3 hải lý trên giờ (5,6 km/h; 3,5 mph).
Những chiếc Type B1 có sáu ống phóng ngư lôi 53,3 cm (21,0 in), tất cả được bố trí trước mũi, và mang theo tổng cộng 17 quả ngư lôi Kiểu 95. Vũ khí trên boong tàu bao gồm khẩu hải pháo 14 cm (5,5 in), và hai pháo phòng không 25 mm Type 96. Hầm chứa máy bay được tích hợp vào tháp chỉ huy và hướng ra phía trước. Máy phóng máy bay được bố trí hướng ra phía trước, trong khi khẩu hải pháo trên boong đặt phía sau. Cách sắp xếp này giúp chiếc thủy phi cơ Yokosuka E14Y tận dụng tốc độ hướng ra trước của con tàu khi được phóng lên.

### Chế tạo
I-19 được đặt lườn như là chiếc Tàu ngầm số 39 tại xưởng tàu của hãng Mitsubishi Heavy Industries ở Kobe vào ngày 15 tháng 3, 1938. Nó được đổi tên thành I-19 đồng thời được hạ thủy vào ngày 16 tháng 9, 1939, rồi hoàn tất và nhập biên chế vào ngày 28 tháng 4, 1941, dưới quyền chỉ huy của Hạm trưởng, Trung tá Hải quân Narahara Shogo.

## Lịch sử hoạt động

### 1941
Ngay khi nhập biên chế, I-19 được phối thuộc cùng Quân khu Hải quân Yokosuka. Vào ngày 28 tháng 4, nó cùng các tàu ngầm I-18 và I-20 được điều về Đội tàu ngầm 2 thuộc Hải đội Tàu ngầm 1, trực thuộc Đệ Lục hạm đội. Vào ngày 10 tháng 11, bên trên soái hạm Katori, Phó đô đốc Shimizu Mitsumi, Tư lệnh Đệ Lục hạm đội, công bố Kế hoạch Z, là kế hoạch tấn công căn cứ Trân Châu Cảng của Hải quân Hoa Kỳ, mở màn cho cuộc xung đột tại Thái Bình Dương. Cùng vào ngày này, I-19 đảm nhiệm vai trò soái hạm của Đội tàu ngầm 2 và gia nhập Lực lượng Viễn chinh Tiền phương của Đệ Lục hạm đội.

#### Tấn công Trân Châu Cảng
Khi lực lượng Hải quân Nhật Bản bắt đầu được huy động để chuẩn bị cho Kế hoạch Z, I-19 khởi hành từ Yokosuka vào ngày 20 tháng 11, 1941, đi đến vịnh Hitokappu, Etorofu (nay là đảo Iturup) thuộc quần đảo Kuril ba ngày sau đó, nơi Không hạm đội 1 được tập trung. Tại đây I-19 cùng các tàu ngầm I-21 và I-23 được điều về thành phần hộ tống cho Lực lượng Cơ động (Kidō Butai), rồi cùng hạm đội khởi hành vào ngày 26 tháng 11 để hướng sang quần đảo Hawaii; họ đảm nhiệm vai trò trinh sát phía trước lực lượng. Lúc đang trên đường đi, vào ngày 2 tháng 12, nó nhận được thông điệp từ Hạm đội Liên hợp: "Leo núi Niitaka 1208" (tiếng Nhật: Niitakayama nobore 1208), là mật lệnh cho biết chiến sự với Khối Đồng Minh sẽ bắt đầu vào ngày 8 tháng 12 (theo giờ Nhật Bản, tức ngày 7 tháng 12 tại Hawaii bên kia đường đổi ngày).
Vào lúc diễn ra cuộc Tấn công Trân Châu Cảng vào ngày 7 tháng 12, I-19 tuần tra ở khu vực 110 mi (180 km) về phía Đông Bắc Oahu. Sau đợt không kích, nó làm nhiệm vụ dẫn đường cho máy bay quay trở lại các tàu sân bay. Đến 10 giờ 40 phút, Đội tàu ngầm 2 được cho tách khỏi Lực lượng Cơ động để trực thuộc Đệ Lục hạm đội, và tuần tra tại khu vực 300 mi (480 km) về phía Đông Maui. Vào ngày 9 tháng 12, tàu ngầm I-6 báo cáo phát hiện một tàu sân bay lớp Lexington cùng hai tàu tuần dương ngoài khơi Oahu đang đi về hướng Đông Bắc; vì vậy I-19 cùng các tàu ngầm khác được lệnh truy đuổi. Nó không thể đuổi kịp mục tiêu, và hai lần bị máy bay từ tàu sân bay đối phương tấn công, nhưng không bị hư hại.

#### Tuần tra dọc bờ Tây Hoa Kỳ
Đến ngày 14 tháng 12, I-19 cùng với Hải đội Tàu ngầm 1 được lệnh tham gia cùng các tàu ngầm I-10 và I-26, để tuần tra dọc theo vùng bờ Tây Hoa Kỳ nhằm đánh phá tàu bè đối phương, đồng thời chuẩn bị cho một đợt bắn phá các thành phố tại lục địa Hoa Kỳ. Vào ngày 9 tháng 12, nó phóng ngư lôi tấn công một tàu buôn không được hộ tống, có thể là chiếc tàu Na Uy Panama Express (4.200 tấn), nhưng trượt mục tiêu. Sang ngày hôm sau, ngoài khơi Arguello Point, 55 mi (89 km) về phía Bắc Santa Barbara, California, nó phóng ba quả ngư lôi tấn công tàu chở dầu SS H.M. Storey, nhưng vẫn không trúng đích. Một máy bay tuần tra phát hiện I-19, nên nó phải lặn khẩn cấp để né tránh và từ bỏ việc tấn công. Đến ngày 24 tháng 12, nó phóng hai quả ngư lôi tấn công chiếc Barbara Olson (2.146 tấn), và một quả trúng đích đã gây hư hại cho chiếc tàu chở hàng. Tuy nhiên kế hoạch bắn phá các thành phố Hoa Kỳ dọc bờ Tây thoạt tiên bị trì hoãn, và sau cùng bị hủy bỏ vì các tàu ngầm đã cạn nhiên liệu và đối phương tăng cường tuần tra phòng thủ.

### 1942
Vào ngày 4 tháng 1, 1942, I-19 có mặt tại khu vực quần đảo Hawaii về phía Đông Lahaina Roads. Đến 17 giờ 20 phút, nó cho phóng chiếc thủy phi cơ Yokosuka E14Y1 để trinh sát Trân Châu Cảng vào ban đêm. Đúng lúc đó tàu tuần tra đối phương xuất hiện, nên I-19 phải lặn khẩn cấp và né tránh đối thủ trong suốt một giờ tiếp theo. Chiếc E9W1 quay trở lại tàu sau gần ba giờ, báo cáo phát hiện một tàu sân bay, chín tàu tuần dương và sáu tàu nhỏ khác tại Trân Châu Cảng. Trên đường quay trở về Kwajalein sau đó, nó nhiều lần bị những thủy phi cơ tuần tra PBY Catalina phát hiện và tấn công vào các ngày 7 và 8 tháng 1, nhưng không bị hư hại. Nó về đến Kwajalein vào ngày 15 tháng 1.
Vào ngày 1 tháng 2, 1942, máy bay xuất phát từ tàu sân bay USS Enterprise đã tiến hành không kích Kwajalein, nên các tàu ngầm I-9, I-15, I-17, I-19 và I-25 đã buộc phải lặn xuống độ sâu 150 ft (46 m) để né tránh không kích. Khi chúng nổi trở lên hai giờ sau đó, Bộ tư lệnh Đệ Lục hạm đội ra lệnh cho Hải đội Tàu ngầm 1, bao gồm các chiếc I-9, I-15, I-17, I-19, I-23, I-25, I-26, Ro-61 và Ro-62 ra khơi truy tìm lực lượng đặc nhiệm đối phương.

#### Chiến dịch K-1
Sau khi truy tìm Enterprise không có kết quả, I-15, I-19, I-23 và I-26 được gọi quay trở lại Kwajalein vào ngày 3 tháng 2 để tiến hành Chiến dịch K-1, một kế hoạch ném bom Trân Châu Cảng. Hai thủy phi cơ Kawanishi H8K "Emily" sẽ xuất phát từ đảo Wotje thuộc quần đảo Marshall để bay đến bãi đá Frigate Pháp thuộc quần đảo Tây Bắc Hawaii, rồi sau khi được tiếp nhiên liệu từ các tàu ngầm I-15, I-19 và I-26 chúng sẽ tiếp tục bay đến Trân Châu Cảng cách 500 nmi (930 km) về phía Tây Nam. I-23 sẽ tuần tra phía Nam Hawaii để trinh sát thời tiết và phục vụ tìm kiếm và giải cứu nếu những thủy phi cơ buộc phải hạ cánh khẩn cấp; trong khi đó I-9 vốn chưa quay về Kwajalein sẽ phục vụ như cột mốc vô tuyến giữa Wotje và đá Frigate Pháp, trợ giúp dẫn đường các máy bay trong chặng đầu tiên của hành trình. I-19 đi đến Kwajalein vào ngày 5 tháng 2, nơi nó cùng I-15 và I-26 để lại các thủy phi cơ Yokosuka E14Y1 của chúng trên bờ, lấy chỗ lắp đặt sáu thùng chứa xăng máy bay để tiếp nhiên liệu cho những chiếc Kawanishi H8K.
I-19 xuất phát từ Kwajalein vào ngày 20 tháng 2 để đánh chặn Lực lượng Đặc nhiệm 11 Hoa Kỳ, vốn được hình thành chung quanh tàu sân bay USS Lexington và đang có kế hoạch không kích căn cứ Rabaul; tuy nhiên kế hoạch bị hủy bỏ khi lực lượng bị máy bay trinh sát Nhật Bản phát hiện. I-19 đã không tìm thấy Lực lượng Đặc nhiệm 11, nên đến ngày 2 tháng 3 đã đi sang bãi cạn Frigate Pháp để tiến hành Chiến dịch K-1. Nó cùng I-15 đi đến nơi vào ngày 4 tháng 3, và trong khi I-26 làm nhiệm vụ canh phòng, nó cùng I-15 tiếp nhiên liệu cho hai thủy phi cơ H8K bay đến vào lúc chiều tối. Hai chiếc máy bay tiếp tục hành trình đến Hawaii, và vào sáng sớm ngày 5 tháng 3, chúng đã ném tám quả bom 250 kg (550 lb) xuống Honolulu trước khi quay trở lại quần đảo Marshall; cuộc không kích chỉ gây hư hại nhẹ và không có tổn thất nhân mạng. I-15, I-19 và I-26 sau đó quay trở về Nhật Bản, đi đến Yokosuka vào ngày 21 tháng 3, và I-19 bắt đầu được đại tu.

#### Chiến dịch quần đảo Aleut
Vào ngày 15 tháng 5, I-19 khởi hành từ Yokosuka để cùng I-17 đi đến căn cứ hải quân Ōminato ở phía cực Bắc đảo Honshū, đến nơi hai ngày sau đó. Nó lên đường vào ngày 19 tháng 5 hướng sang khu vực quần đảo Aleut, và lúc đang trên đường đi vào ngày hôm sau, nó được điều sang Lực lượng phương Bắc. Chiếc tàu ngầm đã tiến hành trinh sát vịnh Nikolski và làng Nikolski tại đảo Umnak trong ngày 26 tháng 5 để tìm kiếm căn cứ quân sự tại đây, rồi đến chiều tối đã đi đến phía Bắc đảo Bogoslof để chuẩn bị phóng chiếc thủy phi cơ trinh sát. Tuy nhiên một tàu khu trục Hoa Kỳ bất ngờ xuất hiện, nên I-19 buộc phải lặn khẩn cấp, và chiếc E14Y1 bị hư hại đến mức không thể sửa chữa.
Trong các ngày 29 và 30 tháng 5, I-19 trinh sát qua kính tiềm vọng Dutch Harbor, rồi lên đường đi sang khu vực Unalaska-Umnak. Nó tiếp tục trinh sát vịnh Makushin tại bờ biển phía Tây Unalaska vào ngày 18 tháng 6, và Otter Point tại đảo Umnak vào ngày hôm sau, nơi nó xác định có sự hiện diện của lực lượng đối phương. Đến ngày 29 tháng 6, I-19 được điều trở lại Lực lượng Tiền phương và rời khu vực tuần tra để quay trở về Nhật Bản, về đến Yokosuka vào ngày 7 tháng 7.

#### Chiến dịch Guadalcanal
Chiến dịch Guadalcanal bắt đầu vào ngày 7 tháng 8, khi lực lượng Thủy quân Lục chiến Hoa Kỳ đổ bộ lên Guadalcanal, Tulagi, đảo Florida, Gavutu và Tanambogo ở phía Đông Nam quần đảo Solomon. Để đối phó, một lực lượng hải quân Nhật Bản được tập trung tại căn cứ Truk thuộc quần đảo Caroline từ ngày 23 tháng 8 với nhiệm vụ tiêu diệt lực lượng hải quân đối phương và chiếm lại Guadalcanal. I-19 được lệnh tuần tra trong khu vực, và ở vị trí 200 mi (320 km) về phía Đông Nam Guadalcanal vào ngày 26 tháng 8, nó phát hiện một lực lượng bao gồm tàu sân bay USS Wasp, thiết giáp hạm, tàu tuần dương và nhiều tàu khu trục đang hướng lên phía Bắc, nhưng I-19 đã không thể đi đến vị trí tấn công. Hai ngày sau đó, thủy phi cơ Yokosuka E14Y1 của I-19 đã trinh sát vịnh Graciosa tại đảo Ndeni thuộc quần đảo Solomon, phát hiện một tàu khu trục và sáu thủy phi cơ đối phương. Đến 18 giờ 15 phút ngày 31 tháng 8, nó bắn phá vịnh Graciosa trong khoảng mười phút.

#### Đánh chìm USSWaspvà USSO'Brien

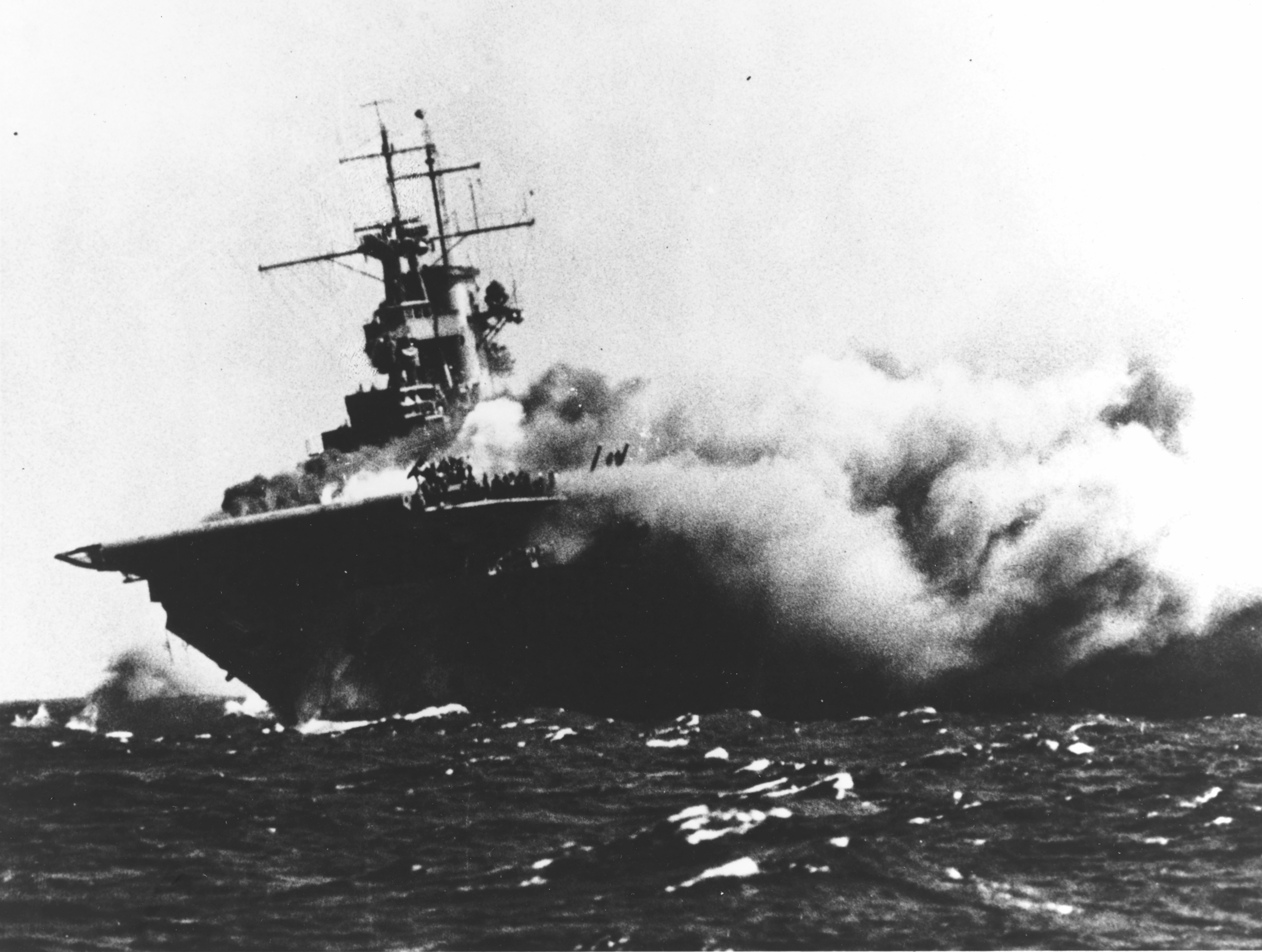
bốc cháy sau khi trúng ngư lôi của I-19

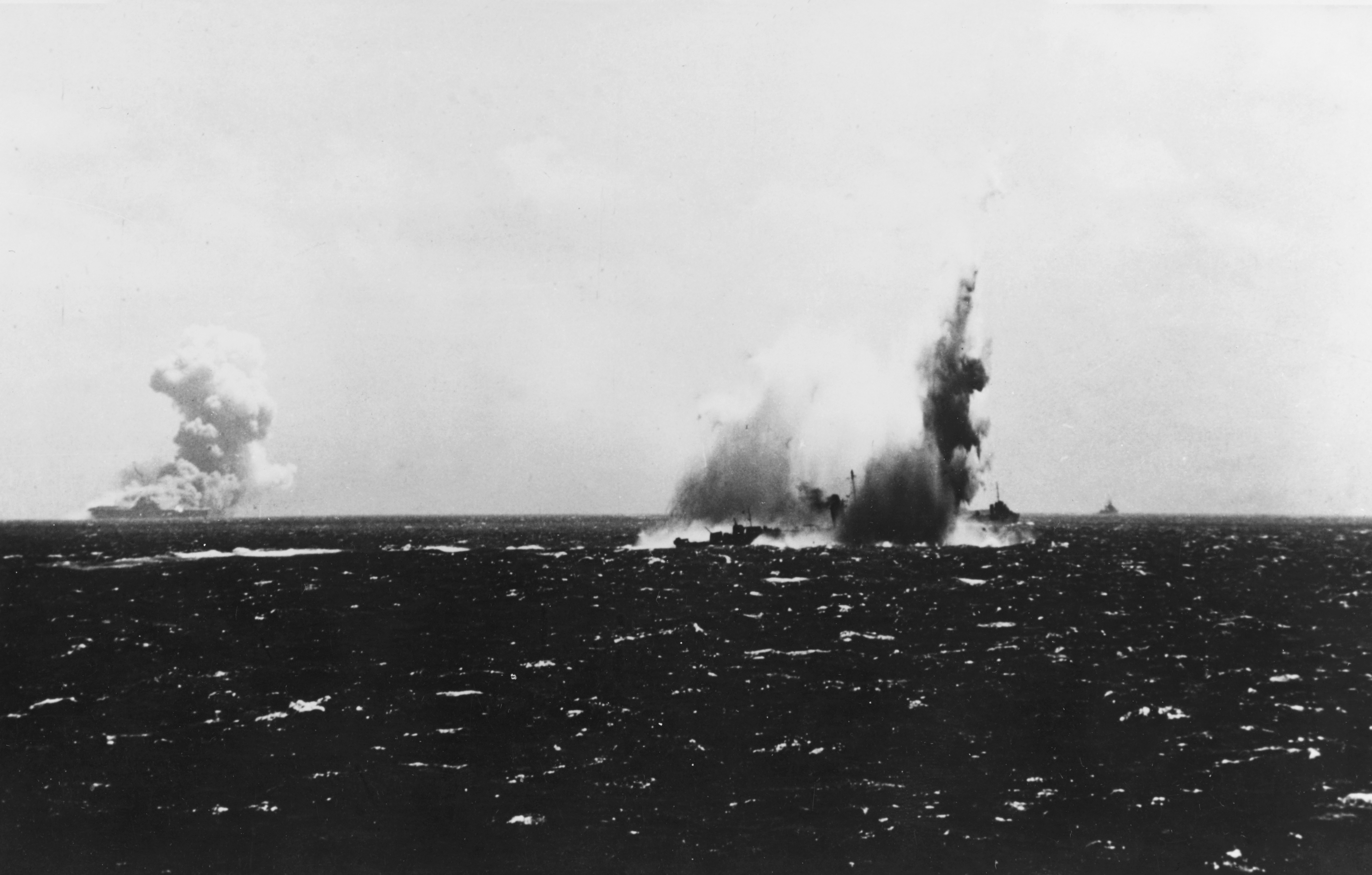
trúng ngư lôi của I-19

Vào ngày 15 tháng 9, một lực lượng đặc nhiệm Hoa Kỳ, bao gồm các tàu sân bay USS Wasp, USS Hornet và thiết giáp hạm USS North Carolina, hộ tống một đoàn sáu tàu vận tải vận chuyển Trung đoàn 7 Thủy quân Lục chiến từ Espiritu Santo đến tăng viện cho Guadalcanal. Ở vị trí 250 mi (400 km) về phía Đông Nam Guadalcanal, I-19 nghe thấy âm thanh của đoàn tàu đối phương lúc 05 giờ 50 phút, rồi đến 10 giờ 50 đã nhìn thấy một tàu sân bay, một tàu tuần dương hạng nặng và nhiều tàu khu trục, chính là Lực lượng Đặc nhiệm 18 dưới quyền Chuẩn đô đốc Leigh Noyes.
Lúc 11 giờ 45 phút, I-19 phóng một loạt sáu quả ngư lôi Type 95 tấn công bên mạn phải chiếc tàu sân bay từ khoảng cách 985 ft (985 ft), ba quả ngư lôi đã trúng đích Wasp khiến chiếc tàu sân bay bốc cháy. Một quả ngư lôi đánh trúng North Carolina bên mạn trái phía mũi tàu bên dưới đai giáp, khiến chiếc thiết giáp hạm ngập nước và nghiêng 5 độ; nhưng thủy thủ đoàn đã nhanh chóng cho ngập đối xứng để cân bằng tàu, và nó tiếp tục di chuyển được ở tốc độ 25 kn (46 km/h). Một quả ngư lôi khác đánh trúng O'Brien bên mạn trái, khiến chiếc tàu khu trục hư hại nặng và đắm sau đó. Quả ngư lôi cuối cùng cũng suýt trúng tàu sân bay Hornet. Đến khoảng trưa, hầm chứa xăng máy bay của Wasp nổ tung khiến mọi nỗ lực dập lửa trở nên vô vọng, và Đại tá Hải quân hạm trưởng Forrest P. Sherman ra lệnh bỏ tàu. Năm quả ngư lôi phóng từ tàu khu trục USS ' đã đánh chìm Wasp tại tọa độ 12°24′58″N 164°08′0″Đ / 12,41611°N 164,13333°Đ; chiếc tàu sân bay bị tổn thất 193 người tử trận và 367 người bị thương.
I-19 lặn xuống đến độ sâu 265 ft (265 ft) để né tránh phản công, trong khi các tàu khu trục Hoa Kỳ vây quanh và thả khoảng 30 quả mìn sâu. Chiếc tàu ngầm may mắn không bị hư hại. I-19 rời khu vực tuần tra vào ngày 20 tháng 9 để quay trở về Truk, đến nơi vào ngày 25 tháng 9. Loạt sáu quả ngư lôi do I-19 phóng ra trở thành loạt ngư lôi thành công nhất trong Thế Chiến II, khi đánh chìm được một tàu sân bay và một tàu khu trục, cùng gây hư hại cho một thiết giáp hạm.

#### Chuyến tuần tra thứ năm
I-19 khởi hành từ Truk vào ngày 5 tháng 10 để thực hiện chuyến tuần tra thứ năm, mang theo chiếc thủy phi cơ Yokosuka E14Y1 cho hoạt động trinh sát tại khu vực New Caledonia. Trong ngày 19 tháng 10, chiếc E14Y1 đã thực hiện chuyến bay trinh sát bên trên Noumea; tuy nhiên vào lúc thu hồi, chiếc thủy phi cơ bị hư hại đến mức không thể sửa chữa. Nó tiếp tục hoạt động tại khu vực cho đến ngày 12 tháng 11.

#### Chiến dịch Guadalcanal
Vào ngày 16 tháng 11, theo chỉ thị của Đô đốc Yamamoto Isoroku, Tổng tư lệnh Hạm đội Liên hợp, Phó đô đốc Teruhisa Komatsu, Tư lệnh Đệ Lục hạm đội, chỉ thị cho lực lượng tàu ngầm dưới quyền đảm trách việc vận chuyển tiếp liệu cho Tập đoàn quân 17 đang chiến đấu tại Guadalcanal. Vì vậy I-19 đã khởi hành từ quần đảo Shortland vào ngày 22 tháng 11 để cùng I-17 thực hiện chuyến đi vận chuyển tiếp liệu đầu tiên. Nó đi đến ngoài khơi vịnh Kamimbo, Guadalcanal vào ngày 24 tháng 11 và bắt đầu cho chất dỡ hàng tiếp liệu, nhưng công việc bị hủy bỏ không lâu sau đó do một đợt không kích của đối phương. Con tàu về đến Shortland vào ngày 27 tháng 11, rồi tiếp tục hành trình và đi đến Truk vào ngày 30 tháng 11.
I-19 lại khởi hành từ Truk vào ngày 22 tháng 12 cho một chuyến đi tiếp liệu khác đến Guadalcanal, lần này hàng hóa được chất vào các thùng chứa cao su để được thả từ dưới nước. Nó đi đến Shortland vào ngày 25 tháng 12, rồi khởi hành vào ngày hôm sau và đi đến ngoài khơi vịnh Kimambo vào chiều tối ngày 30 tháng 12 với 25 tấn hàng tiếp liệu. Sau khi chất dỡ thành công, chiếc tàu ngầm quay về đến Shortland vào ngày 1 tháng 1, 1943. Nó xuất phát từ Shortland ngay ngày hôm sau cho chuyến đi tiếp liệu thứ ba đến Guadalcanal, chuyển giao 15 tấn hàng hóa vào ngày 4 và về đến Shortland vào ngày 6 tháng 1. Chuyến tiếp liệu thứ tư đến Guadalcanal diễn ra từ ngày 7 đến ngày 11 tháng 1, và chuyển giao được 12 tấn hàng hóa. Sau đó I-19 rời Shortland vào ngày 13 tháng 1, và về đến Truk vào ngày 16 tháng 1.

### 1943
I-19 khởi hành từ Truk vào ngày 18 tháng 1, 1943 để quay trở về Nhật Bản, đi đến Yokosuka vào ngày 24 tháng 1. Đang khi I-19 được đại tu, Chiến dịch Guadalcanal kết thúc khi lực lượng Nhật Bản còn lại trên đảo được triệt thoái toàn bộ trong Chiến dịch Ke, hoàn tất vào ngày 9 tháng 2.

#### Chuyến tuần tra thứ sáu
Vào ngày 24 tháng 3, I-19 khởi hành từ Yokosuka để đi sang Truk, đến nơi vào ngày 30 tháng 3. Nó xuất phát từ Truk vào ngày 4 tháng 4 cho chuyến tuần tra thứ sáu để đánh phá tuyến hàng hải đối phương tại khu vực New Hebrides và Fiji. Lúc chiều tối ngày 29 tháng 4, ở vị trí về phía Đông Efate, New Hebrides, nó phóng hai quả ngư lôi tấn công chiếc tàu Liberty Peter Silvester (7.176 tấn) đang trên đường từ Espiritu Santo đến San Francisco, tại tọa độ 18°34′N 176°21′Đ / 18,567°N 176,35°Đ; tuy nhiên các quả ngư lôi đã đi bên dưới con tàu và kích nổ mà không gây hư hại. Sang ngày hôm sau 30 tháng 4, ở vị trí về phía Đông Nam Suva, Fiji, nó truy đuổi chiếc tàu Liberty Phoebe A. Hearst (7.176 tấn) trong hơn ba giờ trước khi phóng ngư lôi đánh chìm đối thủ tại tọa độ 20°07′N 177°33′Đ / 20,117°N 177,55°Đ.
Ngoài khơi Fiji vào ngày 2 tháng 5, nó phóng ngư lôi và gây hư hại chiếc tàu buôn Hoa Kỳ William Williams (7.181 tấn). Quả ngư lôi đánh trúng đã làm thủng một lổ 40 ft × 30 ft (12,2 m × 9,1 m) bên mạn trái, và thủy thủ của William Williams đã bỏ tàu. Nhưng sau khi I-19 bỏ đi, họ quay trở lại tàu và đưa chiếc tàu buôn đến được Suva, Fiji. Đến ngày 16 tháng 5, ngoài khơi Suva, Fiji, I-19 tiếp tục đánh chìm tàu buôn Hoa Kỳ William K. Vanderbilt (7.181 tấn) đang trên đường từ Vila Elate đến Suva; một thủy thủ đã thiệt mạng. Nó kết thúc chuyến tuần tra và quay trở về Truk vào ngày 6 tháng 6.

#### Chuyến tuần tra thứ bảy
I-19 khởi hành từ Truk cho chuyến tuần tra thứ bảy vào ngày 4 tháng 7 với nhiệm vụ trinh sát khu vực New Hebrides và Fiji, đồng thời đánh phá tuyến hàng hải đối phương tại đây. Tại Espiritu Santo vào ngày 15 tháng 7, nó trinh sát cảng Luganville qua kính tiềm vọng, phát hiện một tàu sân bay và hai tàu tuần dương hạng nặng tại đây. Tại Fiji năm ngày sau đó, nó tiếp tục trinh sát qua kính tiềm vọng các vịnh Nandi và Lauthala, phát hiện nhiều tàu sân bay và thiết giáp hạm tại đây. Đến ngày 11 tháng 8, nó quay trở lại đảo Viti Levu, Fiji một lần nữa để trinh sát vịnh Lauthala. Ngoài khơi Fiji vào ngày 11 tháng 8, I-19 phóng ngư lôi tấn công cho tàu Liberty Hoa Kỳ M. H. de Young (7.176 tấn) đang vận chuyển xe tải và thiết bị nặng đến Espiritu Santo. Một quả ngư lôi đánh trúng phòng động cơ chiếc tàu, nhưng nó tiếp tục nổi được và sau đó được kéo đến Nukuʻalofa, Tongatabu. I-19 kết thúc chuyến tuần tra và quay trở về Truk vào ngày 9 tháng 9.

#### Chuyến tuần tra thứ tám
Vào ngày 17 tháng 10, I-19 khởi hành từ Truk cho chuyến tuần tra thứ tám tại khu vực đảo Wake, với nhiệm vụ đánh chặn một lực lượng đặc nhiệm đối phương được cho là ở tại khu vực này. Tuy nhiên nó nhanh chóng đổi hướng đến Kwajalein để nhận lên tàu chiếc thủy phi cơ Yokosuka E14Y1 cho nhiệm vụ trinh sát Trân Châu Cảng. Nó xuất phát từ Kwajalein vào ngày 23 tháng 10, và đến ngày 17 tháng 11, chiếc thủy phi cơ đã tiến hành trinh sát Trân Châu Cảng, phát hiện một thiết giáp hạm và một tàu sân bay tại đây. Trong khi đang thu hồi chiếc E14Y1, máy bay tuần tra đối phương xuất hiện, nên I-19 buộc phải đánh đắm chiếc thủy phi cơ và lặn xuống để khỏi lộ tung tích. Nó báo cáo kết quả trinh sát về căn cứ vào ngày 18 tháng 11, rồi đến 18 giờ 02 phút ngày hôm sau 19 tháng 11 lại gửi một báo cáo tình huống thường lệ, đó là lần cuối cùng I-19 liên lạc về căn cứ.

#### Bị mất
Vào ngày 25 tháng 11, ở vị trí 50 mi (80 km) về phía Tây đảo Makin, tàu khu trục USS Radford phát hiện qua radar I-19 đang di chuyển trên mặt nước ở khoảng cách 8 mi (13 km) lúc 20 giờ 49 phút. Khi Radford tiếp cận I-19, mục tiêu biến mất khỏi màn hình radar lúc 21 giờ 30 phút, rồi dò được tín hiệu sonar của đối thủ mười phút sau đó. Radford đã thả bảy lượt mìn sâu tấn công, đánh chìm tàu ngầm đối phương tại tọa độ 03°10′B 171°55′Đ / 3,167°B 171,917°Đ.
Vào ngày 2 tháng 2, 1944, Hải quân Nhật Bản công bố I-19 có thể đã bị mất tại khu vực quần đảo Gilbert với tổn thất toàn bộ 105 thành viên thủy thủ đoàn. Tên nó được cho rút khỏi đăng bạ hải quân vào ngày 1 tháng 4, 1944.